# Ettore Paratore
Pour les articles homonymes, voir Paratore.
Ettore Paratore (né le 23 août 1907 à Chieti et mort le 15 octobre 2000 à Rome) était un universitaire italien, un latiniste considéré comme l'un des plus grands érudits de la littérature latine de l'après-guerre. Il a enseigné la littérature latine à l'université de Turin et à l'université La Sapienza de Rome, où il a formé de nombreux étudiants, et notamment Giovanni D'Anna.

## Biographie
Ettore Paratore a étudié la plupart des auteurs latins, produisant des analyses de Virgile, Tacite ou encore Pétrone (son étude a influencé Federico Fellini pour son film Fellini-Satyricon).
Dans toutes ses études, Paratore laisse une large place à la reconstitution historique et à l'analyse des caractères psychologiques et existentiels. Auteur d'un manuel à succès de la littérature latine, il a également montré comment l'héritage du monde latin a influencé les grands auteurs italiens, tels : Dante, Manzoni et Gabriele D'Annunzio.
Pour ses mérites scientifiques, il a été membre de l'Accademia dei Lincei. Il a aussi été investi du collier de l'Ordre suprême de la Santissima Annunziata. Le 15 décembre 2006, la Fondation Ettore Paratore a été créée pour continuer l'œuvre du savant et pour diffuser les sciences humaines.

## Œuvres
- Introduzione alle Georgiche. Palermo, F. Ciuni, 1938.
- Catullo poeta doctus. Catania, G. Crisafulli, 1942.
- La Novella in Apuleio. Messina, D'Anna, 1942.
- Virgilio. Roma, Ed. Faro, 1945.
- Una nuova ricostruzione del De poetis di Svetonio. Roma, Casa ed. Gismondi, 1946.
- La letteratura politica dell'eta imperiale : la satira di Seneca e la storiogrfia di Tacito. Roma, Edizioni dell'Ateneo, 1949.
- Tacito. Milano - Varese, Istituto editoriale cisalpino, 1951.
- Corso di grammatica latina : Analisi logica. Coautore Giovanni Marotta. Roma, F. Perrella, 1953.
- Corso di grammatica latina : Morfologia. Roma : F. Perrella, 1953.
- Storia del teatro latino. Milano, Vallardi, 1957.
- L'epicureismo e la sua diffusione nel mondo latino. Roma, Edizioni dell'Ateneo, 1960.
- La poesia di Lucrezio. Roma, Edizioni dell'Ateneo, 1960.
- Plauto. Firenze, Sansoni, 1962.
- Antico e nuovo. Caltanissetta - Roma, Salvatore Sciascia, 1965.
- Biografia e poetica di Persio. Firenze, F. Le Monnier, 1968.
- Tradizione e struttura in Dante. Firenze, Sansoni, 1968.
- Studi sui Promessi sposi. Firenze, L. S. Olschki, 1972.
- Moderni e contemporanei : fra letteratura e musica. Firenze, Olschki, 1975.
- Romanae litterae. Roma, Bardi, 1976.
- Storia della letteratura latina. Firenze, Sansoni, 1979.
- Studi su Corneille. Roma, Edizioni di storia e letteratura, 1983.
- Era un'allegra brigata. Roma, Newton Compton, 1987.
- Aspetti della personalità letteraria del D'Annunzio. Napoli, Istituto Suor Orsola Benincasa, Edizioni scientifiche italiane, 1989.  (ISBN 88-7104-081-3).
- Nuovi studi dannunziani. Pescara, Ediras, 1991.